# بيزيتا صحراوية
البيزيتا الصحراوية (بالإسبانية: Peseta Saharaui)‏ هو EHP. لاتوجد على أرض الواقع
تم سكها في عام 1990، 
| فئة       | عام  | الفلز | قطر الدائرة (مم) | الوزن (غرام) | الوجه                           | الظهر                                        | الصورة |
| --------- | ---- | ----- | ---------------- | ------------ | ------------------------------- | -------------------------------------------- | ------ |
| 1 بيزيتا  | 1992 | Cu+Ni | 17.00            | 2.99         | بدوي مع جمل عربي النقل التقليدي | شعار الجمهورية العربية الصحراوية الديمقراطية |        |
| 2 بيزيتا  | 1992 | Cu+Ni | 20.00            | 3.51         | بدوي مع جمل عربي النقل التقليدي | شعار الجمهورية العربية الصحراوية الديمقراطية |        |
| 5 بيزيتا  | 1992 | Cu+Ni | 21.00            |              | بدوي مع جمل عربي النقل التقليدي | شعار الجمهورية العربية الصحراوية الديمقراطية |        |
| 50 بيزيتا | 1990 | Cu+Ni | 24.40            | 6.4          | بدوي مع جمل عربي النقل التقليدي | شعار الجمهورية العربية الصحراوية الديمقراطية |        |

كانت هناك أيضًا تشكيلات تذكارية من النحاس والفضة والذهب، كما هو موضح هنا: